# Acrocercops ustulatella
Acrocercops ustulatella là một loài bướm đêm thuộc họ Gracillariidae. Nó được tìm thấy ở Ấn Độ (West Bengal) và Sri Lanka.
Ấu trùng ăn Diospyros ebenum, Diospyros embryopteris, Diospyros malabarica và Diospyros montana. Chúng có thể ăn lá nơi chúng làm tổ.